# Wait Your Turn
Wait Your Turn – piosenka wykonywana przez amerykańską piosenkarkę R&B Rihannę. Utwór miał być drugim singlem, jednak zamieniono go na „Hard”. Pochodzi z jej czwartego albumu zatytułowanego Rated R i jest pierwszym singlem promującym płytę. Piosenka została wydana jako CD singel w Ameryce 3 listopada 2009 roku. Singel skomponował The-Dream, a wyprodukował Stargate. Utwór miał być trzecim oficjalnym singlem, który miał się ukazać 8 lutego 2010 roku w Wielkiej Brytanii. W grudniu 2009 roku wyciekły informacje, że drugim oficjalnym singlem w Anglii będzie piosenka „Rude Boy”.

## Promocja
Utwór można było pierwszy raz usłyszeć na amerykańskim radiu o nazwie „Radio 1”
3 listopada 2009 roku.

## Okładka
Zdjęcie promujące płytę przedstawia Rihannę ubraną jedynie w jeansy, pod którymi ma rajstopy sięgające do pępka wokalistki. Prawą ręką artystka zasłania czoło, a lewą nagie piersi. Na tym zdjęciu, tak jak i na poprzednich okładkach płyt jest metalowa literka ‘R’. Półnaga Rihanna siedzi na toalecie.

## Wydanie piosenki
Piosenkę można było usłyszeć jako snippet (krótka wersja) na oficjalnej stronie Rihanny od 21 października 2009 roku. 31 października utwór wyciekł do Internetu już jako wersja końcowa. Pełna wersja singla ukazała się 3 listopada 2009 roku. W Wielkiej Brytanii, a następnie na całym świecie utwór miał być trzecim oficjalnym singlem z płyty, lecz plany te zostały ostatecznie wycofane.

## Teledysk
Klip był kręcony jeszcze przed premierą teledysku do „Russian Roulette”. Rihanna krótką wersję do „Wait Your Turn” nagrała 16 października 2009 roku w Los Angeles. Wersja ta jest czarno biała i ma w niej tej ubraną opaskę na oko. Premiera teledysku odbyła się 3 listopada na stronie RihannaNow.com.
Wideo jest czarno-białe, surowe i mroczne. Piosenkarka jest na tle wieżowców Manhattanu, spaceruje po wyludnionym parku, pozującą na tle kamiennych skrzydeł posągu anioła.

## Track lista
- Digital download[1]

1. „Wait Your Turn” – 3:46

## Notowania
| Lista (2009)                                       | Najwyższa pozycja |
| -------------------------------------------------- | ----------------- |
| Australia (ARIA)                                   | 82                |
| Irlandia (IRMA)                                    | 32                |
| Stany Zjednoczone (Bubbling Under Hot 100 Singles) | 10                |
| Wielka Brytania (The Official Charts Company)      | 45                |